# Посольство Лаосу в Росії
Посольство Лаоської Народно-Демократичної Республіки в Російській Федерації - дипломатична місія Лаосу в Росії, розташоване в Москві на Пресні на Малій Нікітській вулиці. Дипломатичні відносини встановлені 7 жовтня 1960 року.

## Будівля посольства
Посольство розташовується в особняку А. К. Ферстера (1899, архітектор А. Е. Еріхсон).

## Посли Лаосу в Росії
- Тхонгасаван Фомвіхан (2003—2009)
- Сомпхон Сітялин (2009—2011)
- Тхієнг Буфа (2011—2017)
- Сівієнгпхет Пхетворасак (2017—2020)
- Вілаван Йіапохе (2021 —)